# 艾弗·托德-格雷
艾弗·托德-格雷 （英語：Ivor Thord-Gray；1878年4月17日—1964年8月18日），原名托德·伊瓦尔·哈尔斯特伦（瑞典語：Thord Ivar Hallström），瑞典裔冒险家、海员、狱警、士兵、政府官员、警官、军官、橡胶种植园主、民族学家、语言学家、投资人、射击运动员与作家，曾参与亚洲、欧洲、非洲与北美洲的十三场战争。
有人认为，艾弗的叙述是人猿泰山的灵感来源，但这一说法遭到了质疑。

## 早年生涯
1878年4月17日，托德·伊瓦尔·哈尔斯特伦出生在斯德哥尔摩市中心，为小学教师奥古斯特·霍尔斯特罗姆与其妻子希尔达的次子。托德的哥哥贡纳尔·哈尔斯特伦后来成为一名画家，托德的弟弟古斯塔夫·哈尔斯特伦后来成为一名考古学家。:57-60

## 职业生涯

### 非洲、亚洲与墨西哥
1893年至1895年，托德加入商船队，并先后在三艘船上当海员。1895年12月，托德抵达南非开普敦居住，后将名字改为艾弗·托德-格雷。1896年，他在罗本岛监狱担任狱警。1897年，艾弗作为列兵加入开普骑枪兵，参与镇压1897年贝专纳叛乱与蓬多兰叛乱，并在第二次布尔战争中同布尔人作战。1902年至1903年，艾弗加入南非警察部队，成为一名警察。1903年至1906年，艾弗进入德兰士瓦殖民地政府工作。1904年，艾弗加入莱登堡民兵，担任民兵上尉。随后又加入罗伊斯顿的骑兵部队，担任中尉。1906年，艾弗参与镇压巴姆巴萨叛乱，并晋升为上尉军官。1907年，艾弗前往肯尼亚，担任内罗毕骑警警长。
艾弗在接受记者采访时，有一段叙述被认为是埃德加·赖斯·巴勒斯的系列小说《人猿泰山》的灵感来源：当时，多家种植园存在狒狒肆虐的现象，而艾弗被派去处理这一问题。艾弗追捕狒狒时，狒狒们逃入了一处狭窄的山谷，并依靠攀爬的本领逃脱，唯有一位无毛的“狒狒幼崽”在逃脱过程中丧生。事后，这一幼崽被证实是数年前在该地区失踪的幼童，由狒狒抚养长大。:114-118
1908年至1909年，艾弗前去亚洲，在棉兰老岛的美属菲律宾警察部队担任警长。1909年至1911年，艾弗前去英属马来亚经营橡胶种植园；期间，他曾在法属印度支那的东京保护国作战，又曾在1911年于突尼斯为意大利王国的殖民地军队服役，同奥斯曼帝国作战。1912年，艾弗前往中国，加入孙中山的革命军队。1913年，艾弗前去北美洲，参与墨西哥革命，他在潘乔·比利亚麾下担任炮兵少尉与指挥官。1914年后，转投贝努斯蒂亚诺·卡兰萨的艾弗先后晋升为少校、中校与上校，并在阿尔瓦罗·奥夫雷贡指挥的墨西哥第一军出任参谋长。在墨西哥服役期间，艾弗被称为“El Sueco”（瑞典佬）。墨西哥弗雷斯尼约的瑞典佬村极有可能是以艾弗的绰号命名的，以表彰其在革命中的贡献。:57-60

### 欧洲
1914年，第一次世界大战爆发，艾弗加入英国陆军，成为诺森柏兰燧发枪团第十五营的副指挥官，在西线作战。同年秋天，艾弗被晋升为少校。1915年，艾弗成为诺森柏兰燧发枪团第十一营的指挥官，军衔也被升为中校。1916年，艾弗成为皇家燧发枪团某营的指挥官。1917年，艾弗因疾病从前线退伍。一战期间，艾弗荣获1914年-15年之星勋章、英国战争勋章与胜利奖章。
1918年，协约国武装干涉俄国内战，艾弗也成为加拿大西伯利亚远征军的中校军官，负责情报事务。1919年2月，艾弗转至俄国白军服役，并获得上校军衔；随后，艾弗又成为第一西伯利亚突击师的指挥官。1919年9月，艾弗在前线战斗时受伤；同年11月，艾弗晋升为少将军衔，并担任西伯利亚临时自治政府驻海参崴盟军远征军的高级代表。1920年2月30日，艾弗离开俄罗斯。

## 晚年生涯
1923年，艾弗回到瑞典，其曾在斯德哥尔摩的富鲁桑德度过多个夏天，并且是瑞典儿童文学家阿斯特丽德·林格伦的邻居:14-16。1923年，艾弗撰写考古学著作《Från Mexicos forntid : bland tempelruiner och gudabilder》。
1925年，艾弗移居美国，并创立投资银行I.T. Gray & Co，将其设在纽约第五大道522号。1927年，艾弗在北卡罗来纳州打破了当时世界的射击纪录。:1451929年，艾弗在康涅狄格州格林尼治镇贝尔黑文定居。1934年，艾弗成为美国公民。1935年8月，艾弗成为佛罗里达州长戴维·肖尔茨的国民警卫队少将与参谋长，并在第二次世界大战期间负责组织该州的国民警卫队与海岸警卫队，防备德国特务的侵扰。:162
1955年，艾弗撰写《塔拉乌马拉语-英语词典》与《塔拉乌马拉语语法导论》。1961年，艾弗撰写的记述著作《外国佬反叛者：一九一三年至一九一三年的墨西哥》于美国出版。1964年8月18日，艾弗在佛罗里达州逝世。

## 家庭
1904年3月，艾弗与伊迪丝·肯珀-沃斯结婚，并生有一子乔治；1908年，艾弗同伊迪丝离婚。1917年至1921年，艾弗同伊莎贝尔·M·巴尔共居，并生有一子安格斯。1922年3月，艾弗短暂地与贝尔·斯科特结婚。1926年1月，艾弗与约瑟芬·托尔格·谢弗结婚，并生有爱德华、弗朗斯二子。1933年，艾弗与温妮弗雷德·艾丽斯·英格索尔结婚，直至英格索尔于1960年逝世。:174

## 其他来源
- Bojerud, Stellan Ivor Thord-Gray - Soldat under 13 fanor (Sivart Förlag AB, Stockholm. 2008) ISBN 91-85705-13-6
- Gyllenhaal, Lars & Westberg, Lennart Swedes at War (Aberjona Press, Bedford, PA, 2010), ISBN 978-0-9777563-1-5
- Arrioja, Adolfo Vizcaíno El sueco que se fue con Pancho Villa (Editorial Océano de México, 2000) ISBN 970-651-402-3
- Turner, Timothy G. Bullets, Bottles and Gardenias (Southwest Press 1937)
- Tunis, Edwin Weapons: a pictorial history P61 (The Johns Hopkins University Press 1999) ISBN 978-0-8018-6229-8
- Thord Ivar Hallströms handlingar